# Dystrybucja (ekonomia)
Uzasadnienie: Opisuje ten sam temat
Dystrybucja (łac. „distributio” – ‘rozdział, podział’ od distribuere ‘rozdzielać; rozdawać’; dis- ‘roz-; na części’ i tributum ‘podatek; danina’ od tribuere ‘(roz)dawać; udzielać; łożyć’ z tribus 'okrąg, jednostka podziału terytorialnego ludności starożytnego Rzymu’) – oznacza zorientowanie na osiąganie zysku, działalność obejmuje planowanie, organizowanie i kontrolowanie sposobu przemieszczania gotowych produktów z miejsc ich wytworzenia do miejsc sprzedaży nabywcom finalnym. Dokonywana jest samodzielnie lub za pomocą pośredników.
Celem dystrybucji jest zarządzanie łańcuchami dostaw, czyli przepływami wartości od dostawców do ostatecznych klientów.

## Teorie podziału
Podział dóbr materialnych jest przedmiotem badania marksistowskiej ekonomii politycznej, która twierdzi, że produkcja, podział, wymiana i konsumcja stanowią jedność, w której określająca rola należy do produkcji. Stosunki produkcji określają odpowiednie stosunki podziału. W ustroju socjalistycznym obowiązuje zasada podziału Od każdego według jego zdolności, każdemu według jego pracy.